# نمایش باید ادامه یابد (ترانه پینک فلوید)
با نمایش باید ادامه یابد (ترانه کوئین) اشتباه نشود.
«نمایش باید ادامه یابد» (به انگلیسی: The Show Must Go On) که ابتدا در هنگام تهیهٔ کار، نام‌های «اکنون چه کسی متاسف است؟» و «هیچ‌وقت دیر نیست» داشت، ترانه‌ای از گروه راک انگلیسی، پینک فلوید از آلبوم دیوار است. این ترانه توسط راجر واترز نوشته شده و دیوید گیلمور آن را خوانده است.

## ضبط و ترانه
راجر واترز می‌خواست صدای خوانندگان همخوان به سبک گروه «بیچ بویز» باشد؛ به همین خاطر «بروس جانستن» یکی از خوانندگان گروه بیچ‌بویز را برای هم آوازی در این آهنگ انتخاب کرد و از او کمک گرفت.
این آهنگ از نظر الگوی آهنگ‌سازی و ملودی شبیه ترانه‌های «مادر»، «به شخصه» و «در انتظار کرم‌ها» از همین آلبوم است.
این ترانه در فیلم دیوار پینک فلوید حضور نداشت. همچنین در کنسرت بزرگ «دیوار که در برلین سال ۱۹۹۰ برگزار شد، این آهنگ خوانده نشد.
این تنها ترانهٔ آلبوم دیوار است که راجر واترز در آن نمی‌خواند و نقشی هم در نوازندگی موسیقی آهنگ ندارد؛ هر چند که در نسخه‌های دموی آهنگ صدای او موجود است.

## داستان
مثل همهٔ آهنگ‌های آلبوم دیوار، این ترانه هم قسمتی از داستان «پینک» است. پینک دچار تردید و بحران هویت شده است. او از پدرش می‌خواهد او را به خانه (کدام خانه؟ خانه مادری یا خانه مشترک با همسرش؟!) ببرد و از مادرش می‌خواهد او را رها کند. او شک دارد که آیا اشعارش را به یاد می‌اورد؟ احساسات انسانی او کجا رفته‌اند؟ 
باید اشتباهی شده باشد،
من نمی‌خواستم اجازه دهم آنها روحم را ببرند،

آیا من زیادی پیر شده‌ام؟ آبا خیلی دیر است؟
پینک در رفتن به روی صحنه نمایش تردید دارد، اما در آخر به این نتیجه می‌رسد که باید نمایش را ادامه دهد.

## مشارکت‌کنندگان
- دیوید گیلمور - خواننده، گیتار، گیتار بیس[۳]
- نیک میسون - درام[۳]
- ریچارد رایت - سینث‌سایزر[۳]

به همراه:
- باب ازرین - پیانو[۳]
- بروس جانستون - همخوان[۳]